# Vincenzo Iovine
Vincenzo Iovine (* 28. Dezember 1955 in Francolise) ist ein italienischer Politiker der Partei Centro Democratico.

## Leben
Seit 1996 ist Iovine Generalsekretär der italienischen Rentnervereinigung Fe.N.P.I.
2009 wurde er für die Partei Italia dei Valori ins Europäische Parlament gewählt. Im November 2010 wechselte er zur Alleanza per l’Italia, aus der er im Oktober 2011 wieder austrat. Nachdem er dem Europaparlament zunächst noch als parteiloser Abgeordneter angehörte, schloss er sich im November 2012 der Partito Democratico an. Nach der Wahl 2014 schied er aus dem Parlament aus. Später wechselte er zur Centro Democratico.